# Castanopsis birmanica
Castanopsis birmanica är en bokväxtart som beskrevs av Aimée Antoinette Camus. Castanopsis birmanica ingår i släktet Castanopsis och familjen bokväxter.
Artens utbredningsområde är Burma. Inga underarter finns listade.